# Arnaud Tournant

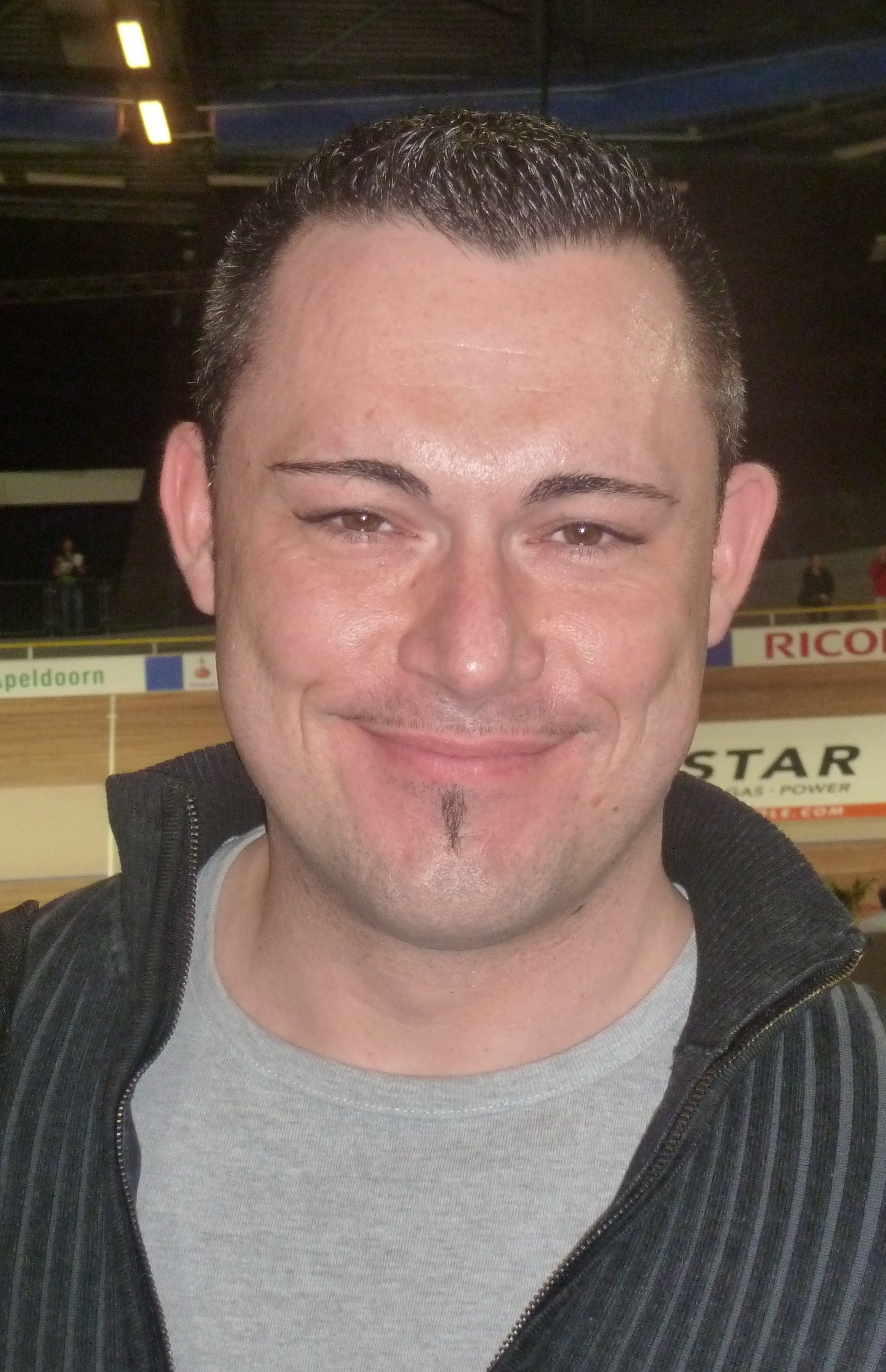
Arnaud Tournant 2011

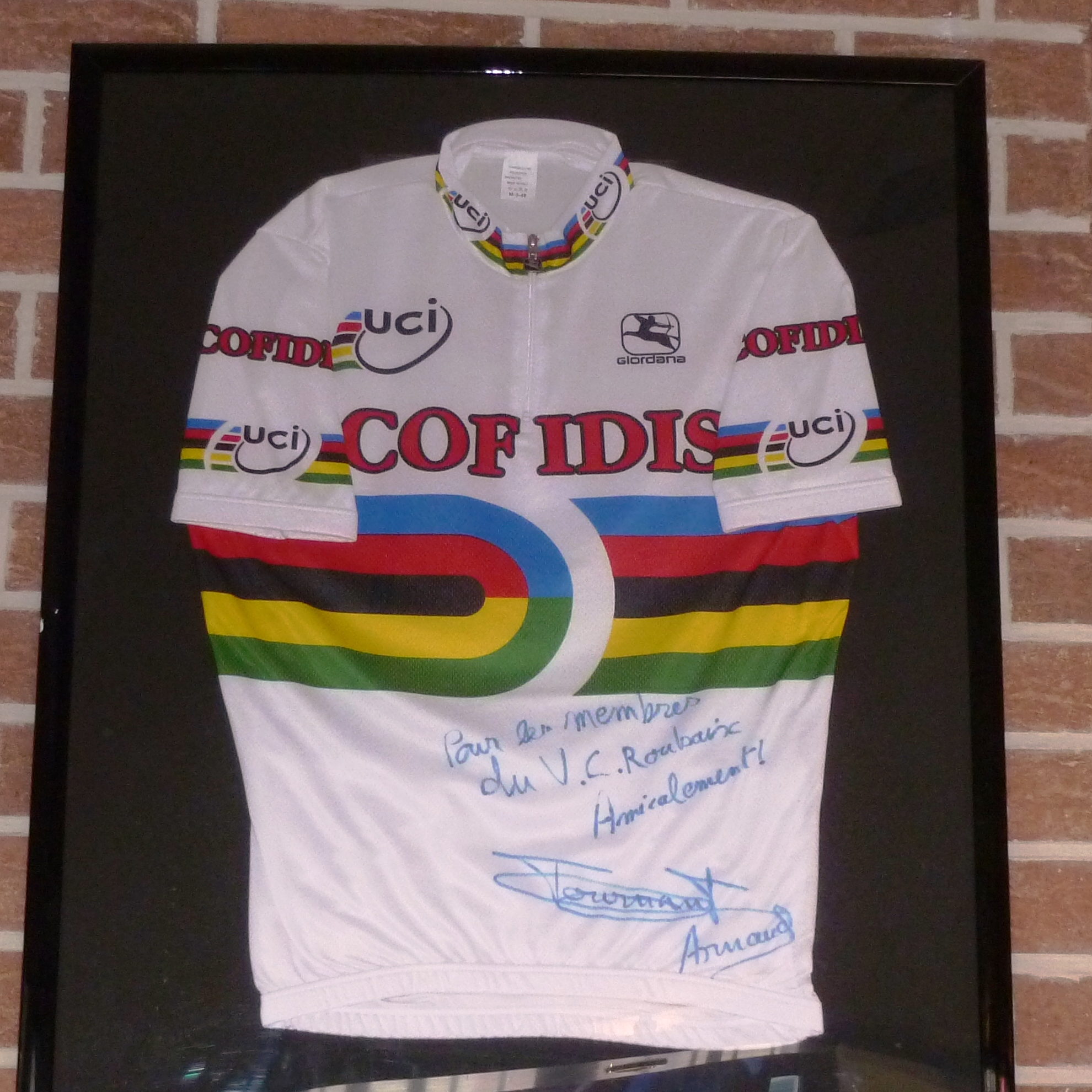
Weltmeister-Trikot im Club-Café der Radrennbahn von Roubaix

Arnaud Tournant (* 5. April 1978 in Roubaix) ist ein ehemaliger französischer Radrennfahrer. Er ist Olympiasieger und wurde 14 Mal Weltmeister im Bahnradsport.

## Radsport-Laufbahn
Tournant wurde 1996 Junioren-Europameister im Bahnsprint und im 1000-Meter-Zeitfahren. Bei der Junioren-Weltmeisterschaft 1996 belegte er im Sprint den zweiten Platz. Seit der Gründung 1997 gehört er der Équipe Cofidis an. 1997 gewann er seinen ersten Weltmeistertitel in der Erwachsenenklasse und zwar im Teamsprint. 1998 erkämpfte er im Zeitfahren den ersten Einzeltitel. Bei den Olympischen Spielen 2000 in Sydney gewann er den Teamsprint zusammen mit Laurent Gané und Florian Rousseau. 1998 gewann er den Grand Prix de Reims, einen der ältesten Wettkämpfe für Bahnsprinter in Frankreich. 2000 gewann er die traditionsreiche Champion of Champions Trophy. 
2001 gewann Tournant bei den Bahnweltmeisterschaften in Antwerpen drei Goldmedaillen. Im gleichen Jahr stellte er in La Paz, Bolivien, in 58,875 Sekunden einen Weltrekord im 1000-Meter-Zeitfahren auf. Allerdings wurde diese Zeit durch die dünne Höhenluft in La Paz begünstigt. Bei den Olympischen Spielen 2004 gewann Tournant Silber im Zeitfahren und Bronze im Teamsprint gemeinsam mit Mickaël Bourgain und Laurent Gané.
Nach den Olympischen Spielen 2008 in Peking, bei denen Tournant gemeinsam mit Grégory Baugé, Kévin Sireau und Mickaël Bourgain die Silbermedaille im Teamsprint gewann, trat er vom aktiven Radsport zurück.
Tournants Trainer war der frühere Bahnweltmeister Gérard Quintyn. Tournant ist 1,80 Meter groß, sein Wettkampfgewicht lag bei 88 Kilogramm.

## Berufliches
Bis Ende 2010 war Arnaud Tournant als Sportlicher Leiter des Bahnteams von Cofidis tätig. Danach wurde er Projektleiter für den Bau des neuen, überdachten Vélodrome Couvert Régional Jean Stablinski in Roubaix, dessen Chef er nach deren Eröffnung 2011 wurde. Im September 2014 wurde bekannt, dass Tournant diese Funktion aufgegeben hat und Roubaix verlassen wird.
Tournant zog 2015 nach Montpellier und arbeitete bis zu dessen Tod im Jahre 2017 in der Sicherheitsfirma des Vereinspräsidenten von HSC Montpellier, Louis Nicollin, an. Zudem kommentierte er im französischen Fernsehen Übertragungen von Bahnradsport-Wettbewerben.
Im Frühjahr 2020 eröffnete Tournant in seiner Heimatstadt Roubaix gemeinsam mit einer Profi-Trainerin ein Fitness-Studio. Zudem kündigte er an, für den dortigen Stadtrat auf der Liste der UDI zu kandidieren.

## Ehrungen
Am 14. November 2008 wurde Tournant in den Ordre national du Mérite aufgenommen.

## Erfolge
Olympische Medaillen
- Gold: Teamsprint 2000
- Silber: Zeitfahren 2004
- Bronze: Teamsprint 2004
- Silber: Teamsprint 2008

Weltmeisterschaftsmedaillen
- Gold
  - Sprint: 2001
  - Teamsprint: 1997, 1998, 1999, 2000, 2001, 2004, 2006, 2007, 2008
  - Zeitfahren: 1998, 1999, 2000, 2001
- Silber
  - Zeitfahren: 2002, 2004
  - Teamsprint: 2003
- Bronze
  - Zeitfahren: 2003
  - Keirin: 2006

Europa-Meisterschaften
- Gold 
  - Zeitfahren: 1996